# Няма нищо по-хубаво от лошото време
„Няма нищо по-хубаво от лошото време“ е български игрален филм (драма, трилър) от 1971 година на режисьора Методи Андонов, по сценарий на Богомил Райнов. Оператор е Димо Коларов.
Създаден е по романа „Няма нищо по-хубаво от лошото време“ на Богомил Райнов. Музиката във филма е композирана от Борис Карадимчев и Милчо Левиев. Във филма звучат парчета на Grand Funk Railroad, Creedence Clearwater Revival и др. Голяма част от посещенията на филма бяха и заради тази музика, която тогава нямаше къде да се чуе.

## Сюжет
Филмът е създаден по едноименния роман на Богомил Райнов. Морис (Георги Георгиев – Гец) е търговец – продал бизнеса си и работещ за голяма холандска корпорация. Заедно с внос/износа изглежда, че фирмата се занимава и с допълнителна дейност. Към Морис започват да се отправят предложения за специални поръчки, свързани с шпионаж. Каква е играта на Морис или известния български разузнавач Емил Боев? Дали ще може да се справи с акулите от Зодиак? Ще бъде ли разкрит от агентите на ЦРУ и дали българското разузнаване ще успее да подаде успешно дезинформация?

## Състав

### Актьорски състав
| Изпълнител                     | Роля                                               |
| Главни                         | Главни                                             |
| ------------------------------ | -------------------------------------------------- |
| Георги Георгиев – Гец          | Морис Ролан/Емил Боев                              |
| Елена Райнова                  | Едит/Дорис Холт                                    |
| Коста Цонев                    | Еванс                                              |
| Георги Парцалев                | Фурман-син                                         |
| Стефан Данаилов                | Любо                                               |
| Наум Шопов                     | Конрад Райман                                      |
| Константин Коцев               | Ван Алтен                                          |
| Климент Денчев                 | Роволт                                             |
| Тодор Колев                    | Уорнър                                             |
| Пепа Николова                  | Ева Ледерер                                        |
| Димитрина Тенева               | Дора Босх                                          |
| Анастасия Ковачева             |                                                    |
| Светослав Пеев                 | сътрудник на Едит                                  |
| Стефан Мавродиев               | сътрудник на Едит                                  |
| Добромир Манев                 | художникът Питър Грот                              |
| Николай Бинев                  | Бауер                                              |
| Стефан Илиев                   | свръзката на Емил Боев                             |
| Епизодични                     |                                                    |
| Детлев Вите                    |                                                    |
| Барбара Моделска               |                                                    |
| Любен Желязков                 |                                                    |
| Нина Стамова                   |                                                    |
| Симеон Пенев                   |                                                    |
| Марко Марков                   |                                                    |
| Асен Нолков                    |                                                    |
| Димитър Коканов (некредитиран) | гост на Питър Грот                                 |
| Явор Милушев (некредитиран)    | мъжът с обецата, художник, един от гостите на Грот |
| Иван Цветарски (некредитиран)  | художник, гост на Питър Грот                       |

### Творчески и технически екип
| Режисьор           | Методи Андонов                                                                                          |
| Сценарий           | Богомил Райнов                                                                                          |
| Оператор           | Димо Коларов                                                                                            |
| Художник           | Константин Джидров                                                                                      |
| Музика             | Борис Карадимчев                                                                                        |
| Звукооператор      | Михаил Каридов                                                                                          |
| Костюми            | Лиляна Ангелова със съдействието на ЦНСМ София: Жени Комисаренко Стилиян Сивов                          |
| Редактор           | Свобода Бъчварова                                                                                       |
| Втори режисьор     | Рашко Узунов                                                                                            |
| Асистент-режисьори | Васа Ганчева Людмила Коева Ксения Данаджиева                                                            |
| Асистент-оператори | Радослав Спасов Константин Чернев                                                                       |
| Монтаж             | Елена Димитрова                                                                                         |
| Фотограф           | Жени Радева                                                                                             |
| Грим               | Дмитрий Коклин                                                                                          |
| Директор           | Иван Кордов                                                                                             |
| Песен              | Песента „Няма нищо по-хубаво от лошото време“ на композитора Милчо Левиев се изпълнява от Георги Минчев |

## Награди
- Първа награда на ФБФ (Варна, 1971).
- Наградата за музика на ФБФ (Варна, 1971).